# Complement ortogonal
En els camps matemàtics de l'àlgebra lineal i l'anàlisi funcional, el complement ortogonal d'un subespai W d'un espai vectorial V equipat amb una forma bilineal B és el conjunt W⊥ de tots els vectors de V que són ortogonals a tot vector de W. És un subespai de V.

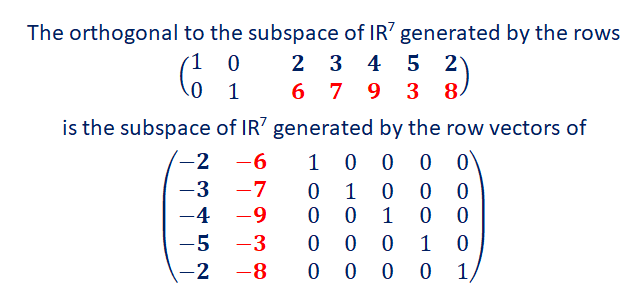
Exemple 1
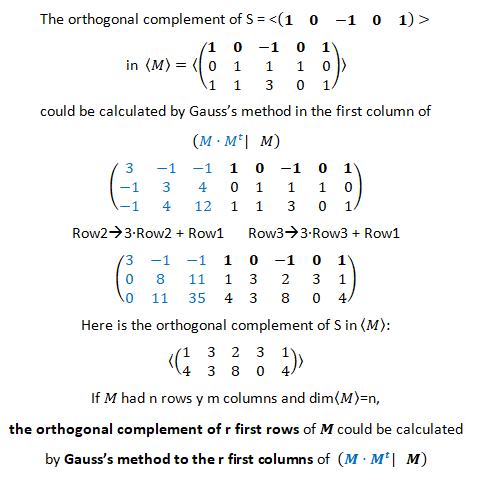
Exemple 2. Càlcul pel mètode de Gauss

## Formes bilineals generals
Sigui {\displaystyle V} un espai vectorial sobre un cos {\displaystyle F} equipat amb una forma bilineal {\displaystyle B}. Hom diu que {\displaystyle u\in V} és ortogonal per l'esquerra a {\displaystyle v\in V}, i que {\displaystyle v} és ortogonal per la dreta a {\displaystyle u}, quan {\displaystyle B(u,v)=0}. Per a un subconjunt {\displaystyle W} de {\displaystyle V} es defineix el complement ortogonal per l'esquerra {\displaystyle W^{\bot }} com
{\displaystyle W^{\bot }=\left\{x\in V:B(x,y)=0{\mbox{ per a tot }}y\in W\right\}\,.}
Existeix una definició anàloga per al complement ortogonal per la dreta. Donada una forma bilineal reflexiva, on {\displaystyle B(u,v)=0} implica {\displaystyle B(v,u)=0} per a qualssevol {\displaystyle u} i {\displaystyle v} de {\displaystyle V}, els complements ortogonals per l'esquerra i per la dreta coincideixen. Aquest és el cas si {\displaystyle B} és una forma bilineal simètrica o una forma bilineal alternada.
La definició es pot ampliar al cas d'una forma bilineal sobre un mòdul lliure sobre un anell commutatiu, i al cas d'una forma sesquilineal estesa per incloure qualsevol mòdul lliure sobre un anell commutatiu amb conjugació.

### Propietats
- Un complement ortogonal és un subespai de {\displaystyle V}.
- Si {\displaystyle X\subset Y}, llavors {\displaystyle X^{\bot }\supset Y^{\bot }}.
- El radical {\displaystyle V^{\bot }} de {\displaystyle V} és un subespai de tot complement ortogonal.
- {\displaystyle W\subset (W^{\bot })^{\bot }}.
- Si {\displaystyle B} és no degenerada i {\displaystyle V} és de dimensió finita, llavors {\displaystyle \dim(W)+\dim(W^{\bot })=\dim V}.

## Espais prehilbertians
Aquesta secció considera els complements ortogonals en el cas d'espais prehilbertians.

### Propietats
El complement ortogonal sempre és tancat en la topologia mètrica. En espais de dimensió finita, això és només una conseqüència del fet que tots els subespais d'espai vectorial són tancats. En espais de Hilbert de dimensió infinita, alguns subespais no són tancats, però tots els complements ortogonals són tancats. En aquest tipus d'espais, el complement ortogonal del complement ortogonal de {\displaystyle W} és la clausura de {\displaystyle W}, és a dir,
{\displaystyle (W^{\bot })^{\bot }={\overline {W}}}.
A continuació s'enumeren altres propietats: sigui {\displaystyle H} un espai de Hilbert, i siguin {\displaystyle X} i {\displaystyle Y} els seus subespais lineals. Llavors:
- {\displaystyle X^{\bot }={\overline {X}}^{\bot }}
- si {\displaystyle Y\subset X}, llavors {\displaystyle X^{\bot }\subset Y^{\bot }}
- {\displaystyle X\cap X^{\bot }=\{0\}}
- {\displaystyle X\subset (X^{\bot })^{\bot }}
- si {\displaystyle X} és un subespai vectorial tancat de {\displaystyle H}, llavors {\displaystyle (X^{\bot })^{\bot }=X}
- si {\displaystyle X} és un subespai vectorial tancat de {\displaystyle H}, llavors  {\displaystyle H=X\oplus X^{\bot }}, la suma directa.

Enl complement ortogonal es pot generalitzar al concepte d'anul·lador, i proporciona una connexió de Galois sobre subconjunts de l'espai prehilbertià, on l'operador clausura associat és la clausura topològica del subespai generat.

### Dimensió finita
Per a un espai prehilbertià de dimensió finita n, el complement ortogonal d'un subespai de dimensió k és un subespai de dimensió (n − k), i el complement ortogonal del complement ortogonal d'un subespai és el mateix subespai:
(W⊥)⊥ = W.
Si A és una matriu de dimensió m × n, i denotem per F(A), C(A) i Ker A l'espai de files, l'espai de columnes i el nucli de A (respectivament), tenim
(F(A))⊥ = Ker A
(C(A))⊥ = Ker AT.

## Espais de Banach
Existeix una analogia natural d'aquest concepte per al cas d'espais de Banach. En aquest cas, es defineix el complement ortogonal de W com un subespai del dual de V; en concret:
{\displaystyle W^{\bot }=\left\{\,x\in V^{*}:\forall y\in W,x(y)=0\,\right\}.\,}
Sempre és un subespai tancat de V∗. També existeix l'anàleg per al complement del complement. Ara, W⊥⊥ és un subespai de V∗∗ (que no és idèntic a V). Tanmateix, els espais reflexius tenen un isomorfisme natural i entre V i V∗∗. En tal cas, es té
{\displaystyle i{\overline {W}}=W^{\bot \,\bot }.}
Això és una conseqüència immediata del teorema de Hahn-Banach.

## Aplicacions
En relativitat especial, el complement ortogonal s'utilitza per determinar l'hiperplà simultani en un punt d'una línia d'univers. La forma bilineal η emprada en l'espai de Minkowski determina un espai pseudoeuclidià d'esdeveniments. L'origen i tots els esdeveniments sobre el con de llum són autoortogonals. Quan la forma bilineal aplicada sobre un esdeveniment de temps i un esdeveniment d'espai dona com a resultat 0, llavors són hiperbòlicament ortogonals. Aquesta terminologia prové de l'ús de dues hipèrboles en l'espai pseudoeuclidià: els diàmetres conjugats d'aquestes hipèrboles són hiperbòlicament ortogonals.